# ШФ Мепен
ШФ Мепен е немски футболен клуб от град Мепен. През сезон 2021/22 се състезава в Трета Бундеслига.

## История
В първите години от създаването си клубът главно участва в 3-то и 4-то ниво на немския футбол, като печели първия си трофей едва през 1961 г. През 1972 г. се класира за Регионалига Норд. През 1987 г. печели промоция за Втора Бундеслига.
Клубът достига четвъртфинал за купата на Германия, след като побеждава Айнтрахт (Франкфурт) с 6:1. След 11 години във Втора Бундеслига Мепен изпада през 1998 г. След като започва XXI век в 5-ото ниво, отборът печели промоция за Регионалига Норд през 2011 г. и се завръща в Трета лига през 2017 г.